# Filippo Antonio Revelli
Filippo Antonio Revelli (1716 - 1801) fue un matemático italiano.

## Biografía
Fue profesor de geometría durante 26 años en la Universidad de Turín.
Tuvo entre sus alumnos a Joseph-Louis Lagrange.
Su hijo Vincenzo Antonio Revelli (1764-1835) fue un filósofo y pintor.

## Obras
- Elementi dell'aritmetica universale e della geometria piana e solida (en italiano) 1. Turín: Giammichele Briolo. 1778.
- Elementi dell'aritmetica universale e della geometria piana e solida (en italiano) 2. Turín: Giammichele Briolo. 1778.